# 一つになれないなら、せめて二つだけでいよう
『一つになれないなら、せめて二つだけでいよう』（ひとつになれないなら、せめてふたつだけでいよう）は、2014年12月3日に発売されたクリープハイプのメジャー3枚目、通算4枚目のオリジナルアルバム。

## 概要
前作『吹き零れる程のI、哀、愛』から1年5ヶ月ぶりに発表されたアルバム作品。
所属レーベルをユニバーサル・シグマに移して以来初となるフルアルバム。

## 収録曲

### CD
1. 2LDK
別れをテーマに描かれたクリープ王道の疾走感とエモーションが同居するバンドサウンドが印象的な楽曲。
映画「忘れないと誓った僕がいた」の主題歌に提供された。
2. エロ
5th シングル「エロ/二十九、三十」表題曲。
3. ボーイズENDガールズ 
2009年10月リリースの限定シングル「mikita.e.p」に収録されていた曲を蔦谷好位置がプロデュースを担当し再録。
4. そういえば今日から化け物になった
尾崎が読んでいた漫画からインスパイアされた楽曲[1]。
5. 大丈夫
2013年10月3日に下北沢デイジーバーで行われた「尾崎世界観の日」でも実は披露されていた曲で、仮タイトルは「演歌」。
アルバムタイトルはこの歌詞の1フレーズから引用されたもの。
クリープハイプのライブでは終盤によく演奏されている曲の一つである。
6. 百八円の恋
6th シングル「百八円の恋」表題曲。
安藤サクラ主演映画『百円の恋』の主題歌として書き下ろされた曲。
7. 本当
MVが存在する。このMVはボーカル・ギターの尾崎世界観が初めて監督した作品で、クリープハイプが楽曲を書き下ろした映画「百円の恋」で主演した安藤サクラが出演している。
8. のっぺらぼう
アルバムでは恒例となっているBa.長谷川カオナシがリードボーカルを担当する楽曲。
9. 寝癖
4th シングル「寝癖」表題曲。
10. 社会の窓と同じ構成
11. もともとは移籍に関する歌詞を含む曲となる予定だったがレコード会社の意向により収録には至らずタイトル無し[1]。アルバムには黒地に白い文字で「11に入れられないのなら、せめてノイズだけ入れよう」とだけ書かれた紙が挟み込まれており、ギターのノイズが入っている。
12. 二十九、三十 
5th シングル「エロ/二十九、三十」

1〜7・9〜12  作詞・作曲：尾崎世界観

8  作詞・作曲：長谷川カオナシ

### 初回盤DVD
1. 「ストリップ歌小屋〜浅草ロック座〜」
ストリップ劇場"浅草ロック座"で行われた、アルバム収録曲"全曲"ライブ収録